# Symphytognatha orghidani
Symphytognatha orghidani är en spindelart som beskrevs av C.Constantin Georgescu 1988. Symphytognatha orghidani ingår i släktet Symphytognatha och familjen Symphytognathidae.
Artens utbredningsområde är Kuba. Inga underarter finns listade i Catalogue of Life.